# دامداباجا
دامداباجا (بالإنجليزية: Damdabaja)‏ هي مستوطنة تقع في قسم بائين برزند الريفي في إيران. يقدر عدد سكانها بـ 78 نسمة .